# 莱芒省
莱芒省（法語：Département du Léman）是法国历史上的一个省份，位于今法国和瑞士，以萊芒湖命名，省会日内瓦。该省份成立于1798年，时值其所在的日内瓦共和国被法兰西第一共和国吞并。 
莱芒省还包括了以前属于勃朗峰省（薩伏依北部）和安省（热克斯地区）的部分地区。该省大致对应今瑞士日内瓦州及法国安、上萨瓦二省的部分地区。 
1813年末，日内瓦共和国恢复独立，后于1815年5月19日加入瑞士，成为了日内瓦州。百日王朝后，萨伏依公国被薩丁尼亞王國收复（除划至日内瓦的部分外），热克斯地区划回安省（除划至日内瓦的6个市镇外）。 

## 区划
该省划分为以下几个区（arrondissement）和县（canton）：
日内瓦区
县份：Carouge、 Chêne-Thônex、 Collonge、 Frangy、 日内瓦、 Gex、 Reignier 与 Saint-Julien
博讷维尔区
县份：博讷维尔、 Chamonix、 Cluses、 Megève、 La Roche、 Sallanches、 Samoëns、 Taninges 与 Viuz-en-Sallaz
托农区
县份：Douvaine、 Évian、 Saint-Jean-d'Aulps 与 托农